# Paul Vanderschaeghe
Paul Vanderschaeghe (Handzame, 28 november 1930 - Sijsele, 19 september 2001) was een Vlaams schrijver en leraar.

## Levensloop
Vanderschaeghe werd licentiaat Germaanse talen aan de Rijksuniversiteit Gent. Hij werd leraar Nederlands in het middelbaar onderwijs in Brugge: Hemelsdale (1954-1995) en Stedelijke Kunstacademie (1960-1983). Van 1990 tot 1999 werkte hij mee aan de schrijversacademie van de vzw volkshogeschool Moritoen.

## Publicaties

### Verzen
- Variaties, 1950.
- Odin, 1952.
- Ogenblikken, 1953.
- Het geslepen hart, 1954.
- Oogappeltjes, 1957.
- Great getting-up morning, 1963.
- Tweemaal, 1966.
- Verlenglijn van het genezen, 1971.
- Poëgrafieken, 1974.
- Van mijn adem bevrijd, 1975.
- Hoe de bijen elkaar bevloeien, 1976.
- Belijdenis in een schemering, 1979
- Zo blind staat de dichter, 1981.
- Brugge, 1983.

### Romans en verhalen
- Vergeef mij Kajafas, 1960.
- De twee honden, 1968.
- De straat waarin je leeft, 1969.
- Kelner, herken je me?, 1969
- Op het kantje af, 1971.
- De angstbel, 1971
- Op de spiegel gezet, 1972.
- Havikshorst, 1974.
- De magere morgen, 1978.
- Een merel met gespleten bek, 1993.
- Kleine suite voor Jef Innegraeve, 1998.

### Studies
- Male, stede ende paercke, 1987.
- Hanzame-Edewalle-Kortemark-Zarren-Werken, streekkalender, 1995.
- Male, streekkalender, 1997.

Daarnaast publiceerde hij jeugdboeken (o.m. Het gestolen fonteintje, 1974), vertalingen, bloemlezingen, essays, inleidingen (Zo blind staat de dichter, 1981),  tekstuitgaven en monografieën (o.m. Ernest Hemingway, 1958).